# José Simonis

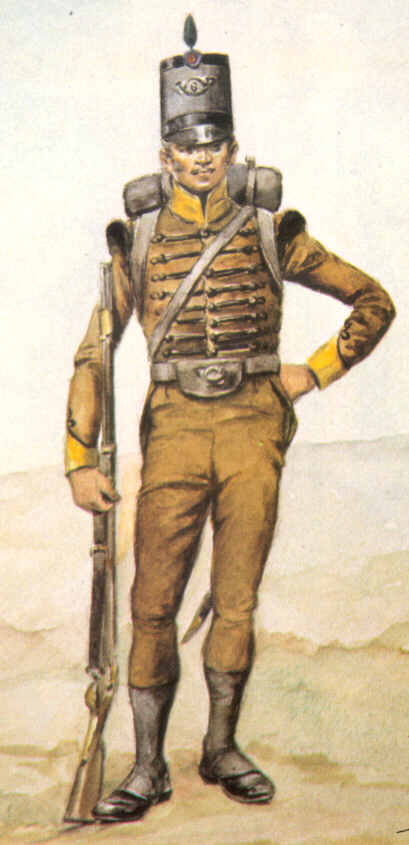
Soldado de los famosos Cazadores infantería ligera de élite en la Guerra Peninsular, 1811.

José Simonis nació por el año 1788 en la ciudad de Coímbra, Portugal.
Hijo de José Simonis y Cecilia Pereyra.
En su juventud, José Simonis fue soldado y combatió contra el ejército napoleónico defendiendo a su país de la invasión francesa.
Años después, junto con un compañero de milicias, decidió cruzar el Atlántico y fue así como llegaron a Buenos Aires alrededor del año 1815.
En la ciudad de Buenos Aires conoció a la joven María Magdalena Balenzuela (1800), con quien se casó en 1821 en la Iglesia de San José de Flores. María Magdalena Balenzuela era tataranieta del capitán Sebastián de la Póveda. Así como descendiente de varios de los primeros pobladores, vecinos y cabildantes de la ciudad de Buenos Aires, tales como Pedro de la Póveda y Valdés, Francisco Pérez de Burgos, Pedro Rodríguez Flores y Díaz, y García Hernández Coronel.
Asimismo, María Magdalena era bisnieta de Gregoria Tapia, la cual era a su vez bisnieta del capitán Diego de Melo Cabral y Gómez, hijo de Inés Nunhes Cabral, la cual pertenecía a una familia noble. Entre sus ancestros ilustres se encontraba su tatarabuela Doña Beatriz de Meneses, 2.ª condesa de Loulé, noble dama perteneciente a la familia de la Casa Real portuguesa, hija de Guiomar de Bragança y nieta de Fernando I, duque de Braganza y Joana de Castro. Además, tres de sus cuatro abuelos eran descendientes de los reyes de Portugal y, a través de éstos, de todas las casas reales de Europa. Inés Núñez Cabral y su hermana Margarita Cabral de Melo eran descendientes de Mem Soares de Melo y Nuno Velho Cabral, sobrino de Gonçalo Velho Cabral. Otros antepasados incluyen Álvaro Martins Homem 3° Capitán de Praia, y Beatriz de Noronha, nieta materna de João Fernandes de Andrade. A través de la familia Vaz Martins, las hermanas Cabral de Melo eran descendientes remotas de Alfonso Enríquez, perteneciente a la casa real de Castilla. Y también de Fernando de Portugal, Señor de Eça, y su esposa Leonor de Teive, una mujer noble portuguesa, descendiente directo de Ricardo, 1er Conde de Cornualles, perteneciente a la casa Plantagenet. Por línea paterna directa las hermanas Cabral de Melo Coutinho, pertenecían a los primeros colonos de las Islas Azores, descendientes directos del mismo rey de Portugal Afonso III y su amante Madragana.

## Descendencia
José y María Magdalena tuvieron al menos diez hijos:
María del Pilar (1822), Emilia Luisa (1823), Felis Cantalicio (1825), Luis Gonzaga (1827), María del Pilar (1831), María Luisa (1833), Martín José (1835), Juan Manuel (1837), Félix (1838) y José Domingo (1840). Por desgracia, la primera de sus hijos, es decir María del Pilar, falleció a los cinco meses de vida.
Felis Cantalicio Simoy se casó en 1844 con Ruperta Salvatierra (Chascomús, 1818) y tuvieron ocho hijos: 
1. Rosa Mauricia (1845),[1]
2. Domingo Antonio Simoy (1847).[1] Vivió toda su vida en el campo y a sus veintidós años fue censado junto a sus compañeros de trabajo en Saladillo,[9] donde declaró su oficio: peón pastor. Se casó en 1874 en Saladillo[1] con Felisa Orellano (1855).[1] Tuvieron por lo menos 11 hijos: Felize María Simoy (1874), Serviliana Simoy (1876), Juana Simoy (1878), Víctor Modesto Simoy (1880), Santos Domingo Simoy (1885), Saturnino Simoy (1886), Domingo Simoy (1887), Prudencio Simoy (1890), Fausto Bernabé Simoy (1894), Cirila Simoy (1895) y Martina Simoy (1898).[9]
3. Isidora (1848),[1]
4. Mariano de la Visitación (1852),[1]
5. María Petrona (1853),[1]
6. Félix (1856),[1]
7. Abad (1858)[1]
8. José Horacio (1860).[1]